# Жигич, Никола
Нико́ла Жи́гич (серб. Никола Жигић / Nikola Žigić; 25 сентября 1980, Бачка-Топола, СФРЮ) — сербский футболист, нападающий. Выступал за сборную Сербии.

## Карьера

### Клубная
После нескольких сезонов, проведённых в клубах низших дивизионов, Жигич продолжил карьеру в белградской «Црвене Звезде». За три сезона, проведённых в Белграде, он сыграл 110 матчей и забил 71 гол в различных соревнованиях. Своей игрой Никола привлёк внимание английских клубов, таких как «Арсенал» и «Вест Хэм Юнайтед», но президент «Црвены Звезды» отложил трансфер игрока до окончания чемпионата мира 2006. За годы, проведённые в Сербии, он признавался лучшим игроком Сербии в 2003, 2005 и 2006 годах.
29 августа 2006 года Жигич подписал четырёхлетний контракт с «Расингом» из Сантандера. 1 апреля 2007 года Никола оформил свой первый хет-трик в матче против «Атлетика» из Бильбао. За один сезон в «Расинге» он забил 13 голов, после чего им заинтересовались «Тоттенхэм Хотспур», «Фенербахче», «Барселона» и «Ювентус».
8 августа 2007 года Sky Sports сообщили, что «Валенсия» предложила 15 миллионов евро «Расингу» и пятилетний контракт Жигичу. Другие клубы, такие как «Вердер» и «Манчестер Юнайтед», также хотели приобрести игрока, но Жигич выбрал «Валенсию». Сумма трансфера составила 20 миллионов фунтов.
Первые голы за «Валенсию» Жигич забил в матче Кубка Испании против «Реал Униона», сделав дубль и принеся команде победу со счётом 2:1. Первый гол в чемпионате Испании Жигич забил в ворота «Сарагосы».
В «Валенсии» он забивал немного; сезон 2008/09 провёл в аренде в «Расинге». В конце мая 2010 года Никола подписал контракт с английским «Бирмингемом». Сумма трансфера приблизительно составила 6 млн фунтов стерлингов

### В сборной
В 2004 году Никола сыграл первый матч за сборную; игроком её основного состава стал в середине 2005 года. На чемпионате мира 2006 он забил 1 гол, в ворота сборной Кот-д’Ивуара.
В отборочном турнире к чемпионату Европы 2008 он забил 7 мячей, но это не помогло сербам пройти в финальную стадию турнира. В группе А Сербия заняла третье место, отстав на 3 очка от Португалии.

## Достижения
«Валенсия»
- Обладатель Кубка Испании: 2007/08
- 3-е место в чемпионате Испании: 2009/10

«Бирмингем Сити»
- Обладатель Кубка Футбольной лиги: 2011